# Воркюм
Воркюм (нидерл. Workum, з.-фриз. Warkum) — город в общине Юго-Западная Фрисландия провинции Фрисландия, Нидерланды. Население города составляет 4430 человек. Является одним из так называемых Одиннадцати фризских городов. Город был столицей бывшей общины Нейефюрд до 2011 года, а до муниципальной реорганизации в 1984 году Воркюм был независимой общиной.

## История
Археологические исследования показали, что терпы в Воркюме были заселены рыбаками и фермерами уже в X веке. С возведением дамбы поселение расширились. 13 апреля 1399 года Воркюм получил права города от Альбрехта Баварского и временами чеканил свою монету и имел свою гильдию.
В Позднем Средневековье Воркюм превратился из сельскохозяйственного поселения в важный центр судоходства. Решающим фактором здесь было расположение у водотока Де-Вимертс, который связывал залив Зёйдерзе с фризскими внутренними водами. Это привело к вытянутой структуре поселения вдоль берега водотока.
Несмотря на упадок Ганзейской лиги в XV веке и развитие городов в Голландии и Зеландии, Воркюм сохранил сильные позиции благодаря своей судостроительной промышленности. Была также развита гончарная промышленность. Осада и грабежи произошли в первой четверти XVI века. В 1533 году на город было наложено обязательство по обслуживанию морской дамбы. В XVII веке некоторые внутренние озёра были мелиорированы и осушены, был построен водный путь в Болсвард (1620–1648), а морской шлюз был восстановлен (1658). В XVIII веке из-за труднодоступности порта вследствие заиливания и сильных позиций Леммера и Харлингена судоходство в Воркюме пришло в упадок. В XIX и начале XX веков ряд каналов и водных путей в городе были мелиорированы и возделаны как сельскохозяйственные угодья.
Воркюм также был местом рождения Йопи Хёйсмана, а музей Йопи Хёйсмана был основан в городе с 1986 года.